# Think That...
「Think That...」（シンク・ザット）は、WANIMAの1作目のシングル。2015年8月5日にPIZZA OF DEATH RECORDSから発売された。

## 概要
- 自身初のシングル。
- CDは通常盤の1形態で発売。

## 収録曲
- 全曲作詞・作曲：KENTA　編曲：WANIMA

1. 終わりのはじまり - [1:44]
2. いいから - [3:13]
3. HOPE - [3:17]
4. TRACE - [4:08]
  - スペースシャワーTV2015年8月度『POWER PUSH』